# Barrio Parque Los Andes

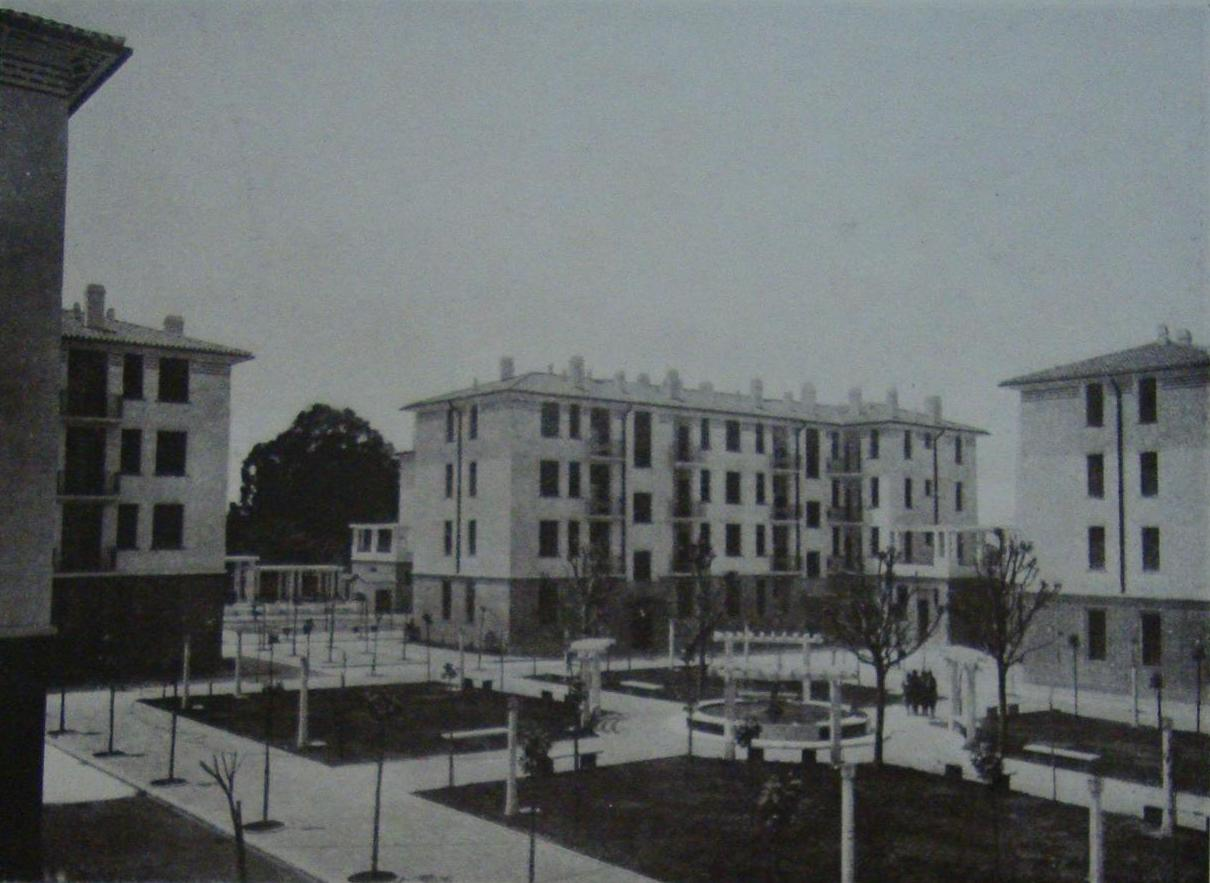
Vista interna hacia 1930.

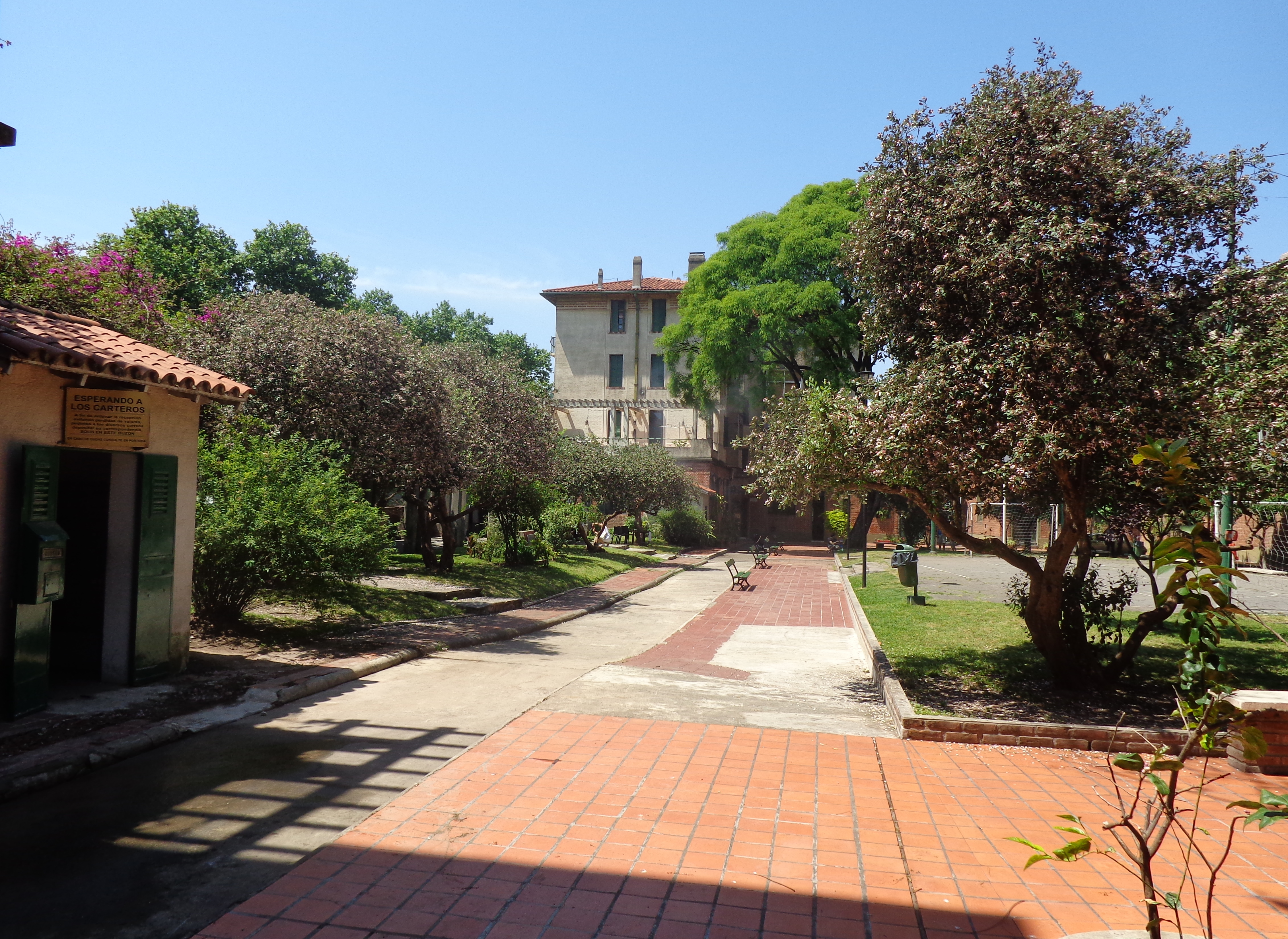
Patio de juegos.

El Barrio Parque Los Andes, o Casa Colectiva Parque Los Andes, es un conjunto de viviendas construidas por la Municipalidad de la ciudad de Buenos Aires (Argentina) en el barrio de Chacarita, frente al espacio verde homónimo. La idea del proyecto y la dirección de la obra fueron realizadas por el arquitecto Fermín H. Bereterbide, inaugurándose en 1928. Este conjunto es considerado de gran referencia dentro de la arquitectura social y la vivienda colectiva de la Ciudad de Buenos Aires manteniendo en vigencia muchos de sus principios de diseño en la actualidad.

## Historia

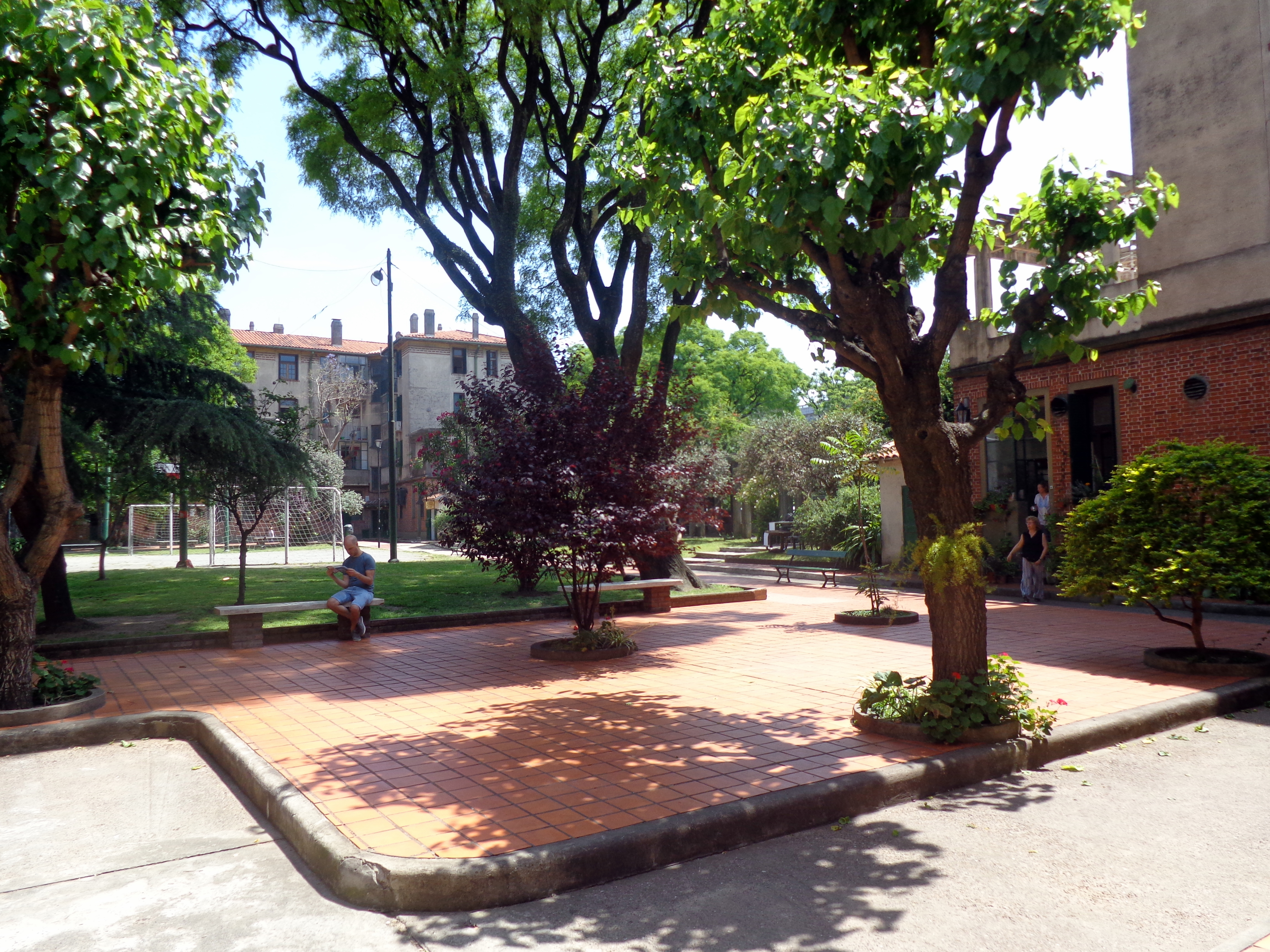
Zona de juegos.

El 30 de diciembre de 1924, la Municipalidad porteña dispuso el llamado a concurso de proyectos para la construcción de casas colectivas o viviendas económicas. Se planeaban levantar sobre terrenos municipales en los barrios de Palermo (Dorrego y Luis María Campos), Flores Sur (Castañón y Balbastro) y  Chacarita (junto al Parque Los Andes), todos iban a estar destinados para albergar 90 o 100 familias.  El llamado a presentación de propuestas se concretó el 22 de septiembre de 1925 y el jurado se expidió 31 de enero de 1926 adjudicándole el primer premio, en los tres barrios, al arquitecto Fermín Bereterbide, pero solo se llevó a cabo "La casa Colectiva de Parque Los Andes", bajo la dirección del mencionado arquitecto.
Podemos ver otra vivienda colectiva, llamada hoy "la Mansión de Flores"(1921), proyectada por Bereterbide,en Yerbal y Caracas.
La casa colectiva de Chacarita fue inaugurada el 6 de octubre de 1928, habiendo durado 16 meses su construcción.

### Bases del Concurso

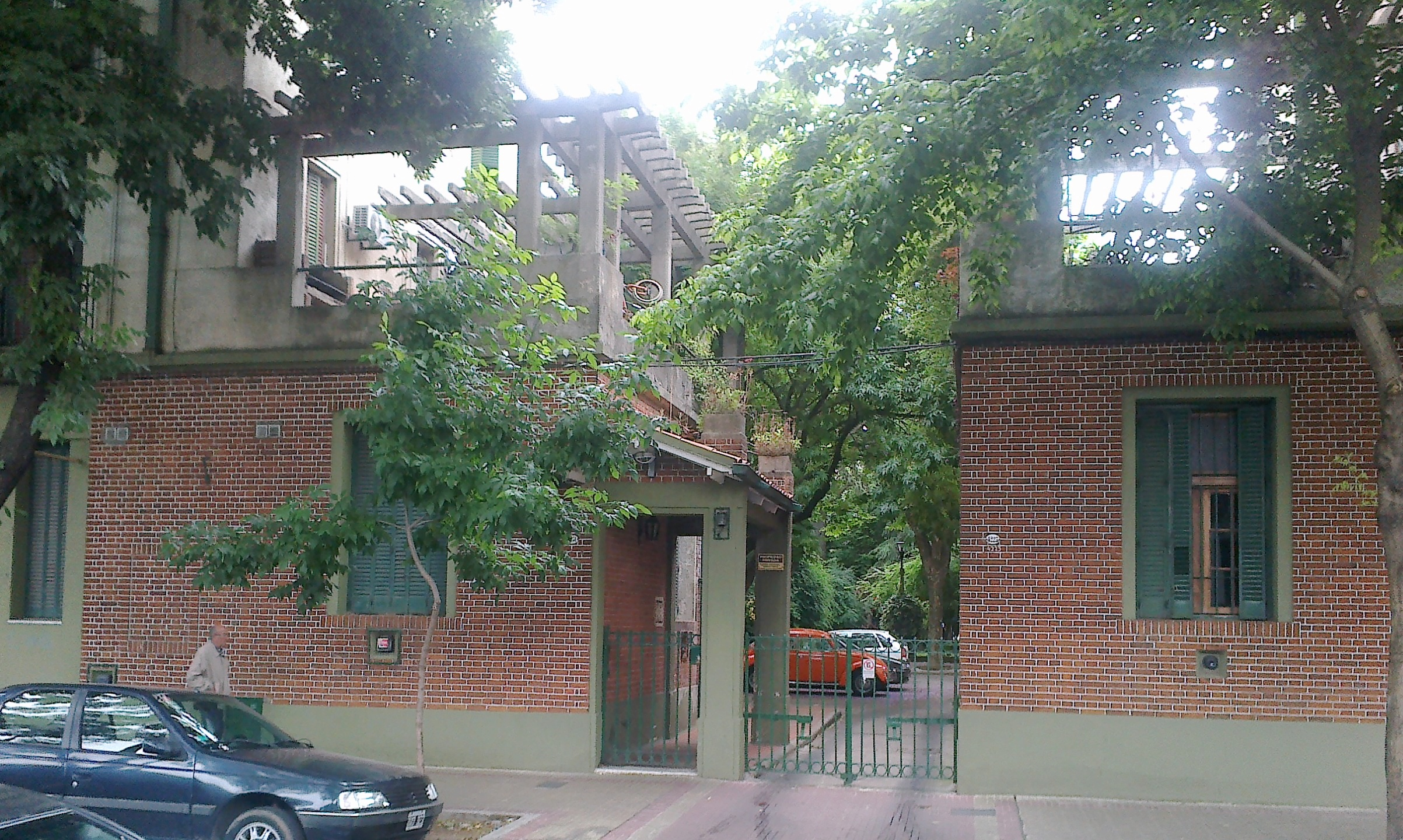
Una entrada por la calle Leiva.

El costo de las obras sentado por las bases del concurso no podía superar los m$n 1.878.580 (provenientes de un empréstito para fomento urbano creado por Ordenanza Municipal del 17 de agosto de 1923). Se debía considerar el brindar vivienda a un número de entre 90 y 100 familias, con un promedio de 4 hijos cada una (brindando así unidades para familias de 2, 4 y 6 hijos). Es decir, se calculaba la cantidad de habitantes de la casa colectiva en entre 180 y 200 adultos y entre 360 y 400 niños.
Además de las 3,5 o 7 habitaciones, cada departamento debía tener una cocina y un baño con bañadera, lavatorio e inodoro. Las escaleras internas tenían que ser concebidas para que cada una sirviera a un número reducido de ambientes.
Los departamentos se debían ejecutar parcialmente en la planta baja, que además alojaría locales comerciales y una casa para el encargado. Se tendría que dejar aproximadamente un 50% del terreno libre para la circulación, evitando pozos de aire y corredores cerrados. Se privilegiaba una concepción racionalista de la arquitectura, evitando la ornamentación.

## Descripción

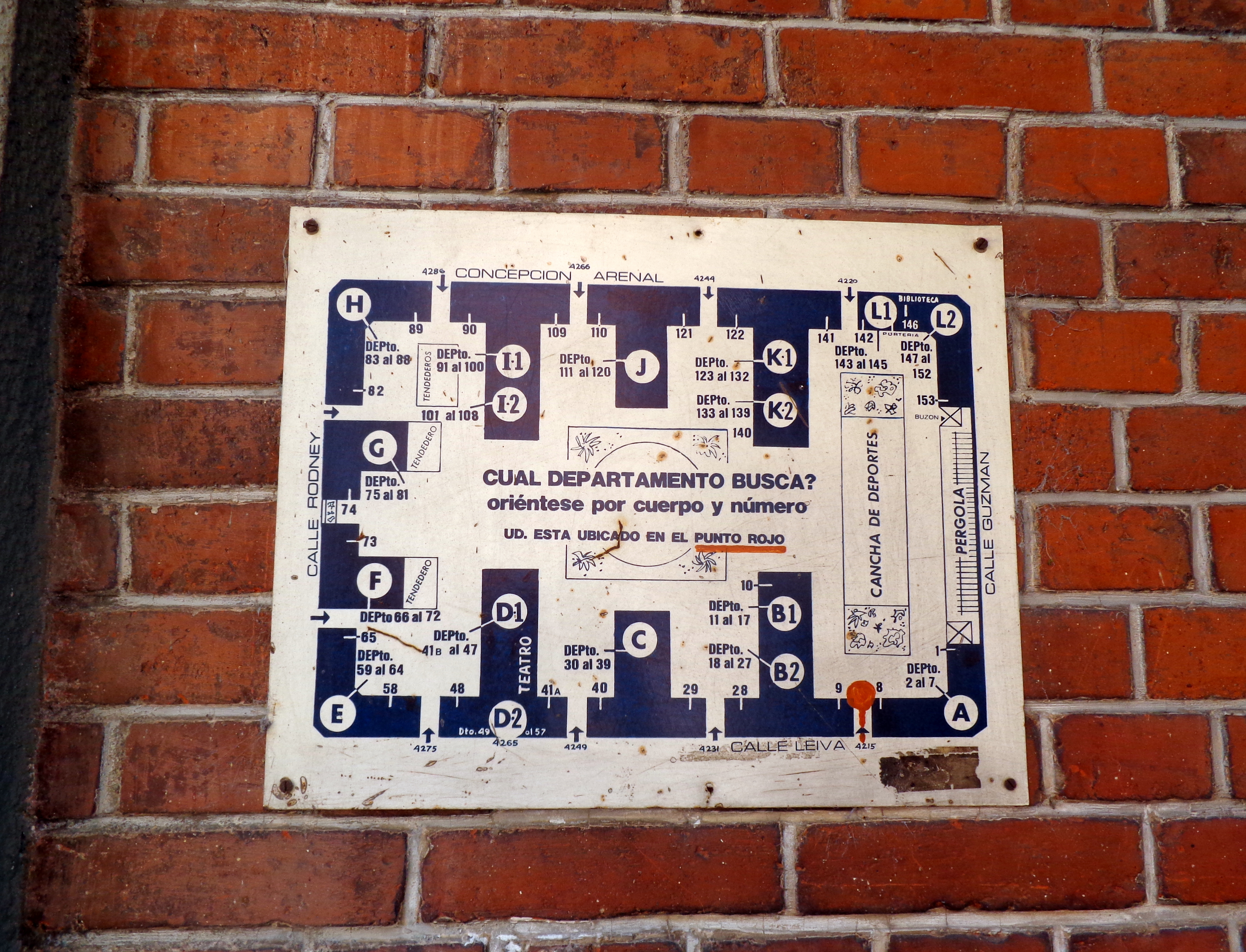
Plano del complejo.

El terreno sobre el cual el conjunto fue construido es de 13.188 m², entre las calles Leiva, Rodney, Concepción Arenal y Guzmán (barrio de Chacarita). 
El micro barrio consiste en 12 cuerpos de 10 metros de ancho, planta baja y 3 pisos altos. Son totalmente independientes y están separados por espacios de circulación, de tal manera que no existen patios cerrados y los pozos de aire y luz, y los edificios no se hacen sombra mutuamente en ningún momento. El espacio libre requerido por el concurso terminó representando el 63% de la superficie del terreno, ocupados con tres patios (el central con una fuente de agua), arboledas y juegos infantiles y para adultos.
La distribución de los 130 departamentos fue denominada alveolar, ya que éstos se ubicaron a lo ancho de los edificios, con las habitaciones hacia un lado y los servicios hacia el otro, permitiendo la ventilación y la independencia de las unidades, separándolos mediante escaleras de mármol o dobles muros de ladrillo hueco.
Los departamentos poseen puertas realizadas con madera maciza de roble, los pisos de las habitaciones son de pinotea y las baldosas y los herrajes fueron traídos de Francia.
Los locales comerciales fueron 23 (con 2 habitaciones cada uno), y además se sumaron un pequeño salón de espectáculos (concebido para alojar un teatro, un cine, una biblioteca, dictado de clases, conferencias), un jardín de niños y un subsuelo. Hoy día estos locales se fueron convirtiendo en nuevas viviendas o dependencias.

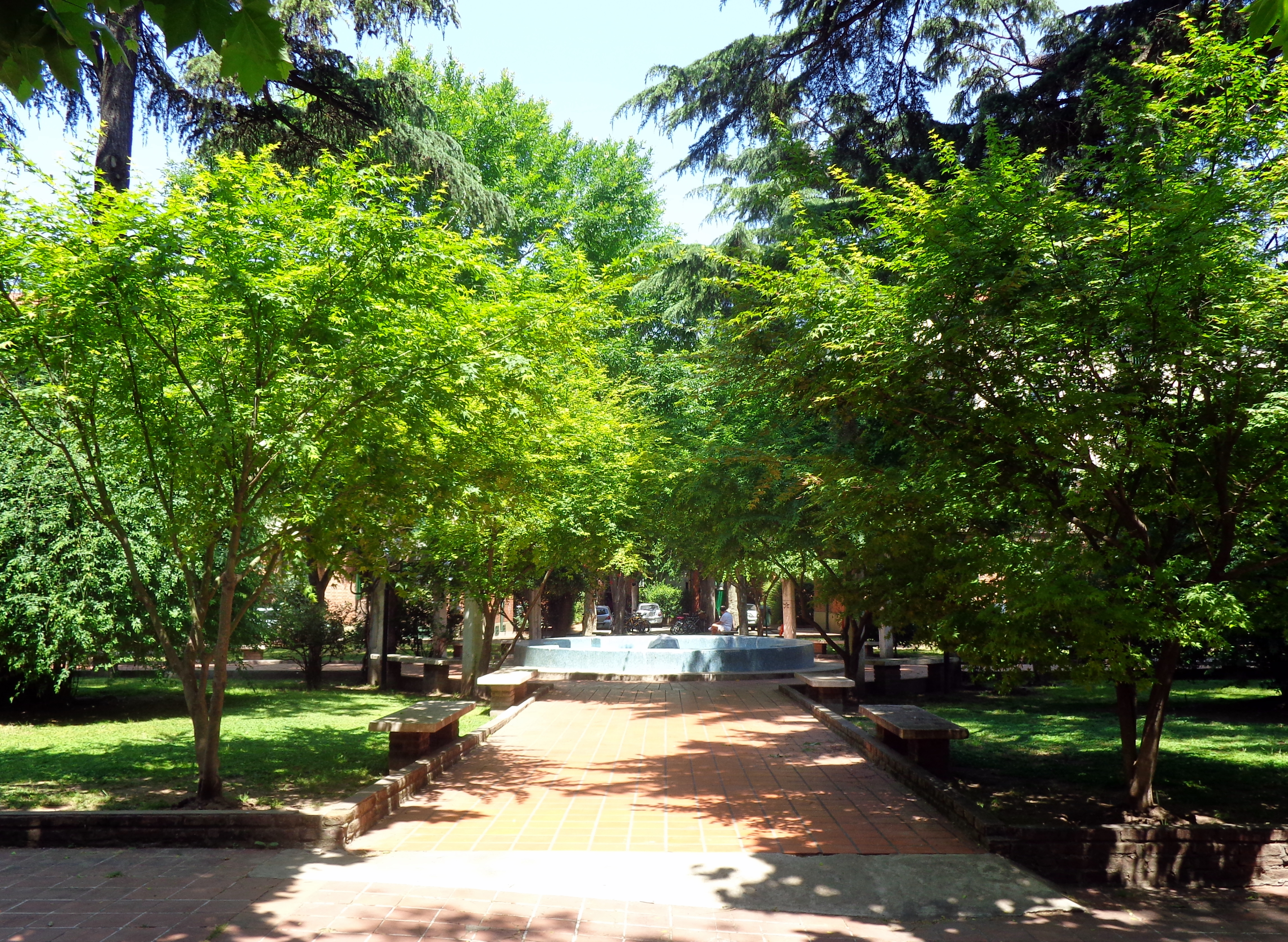
Parque central con su fuente.

## Algunas características técnicas

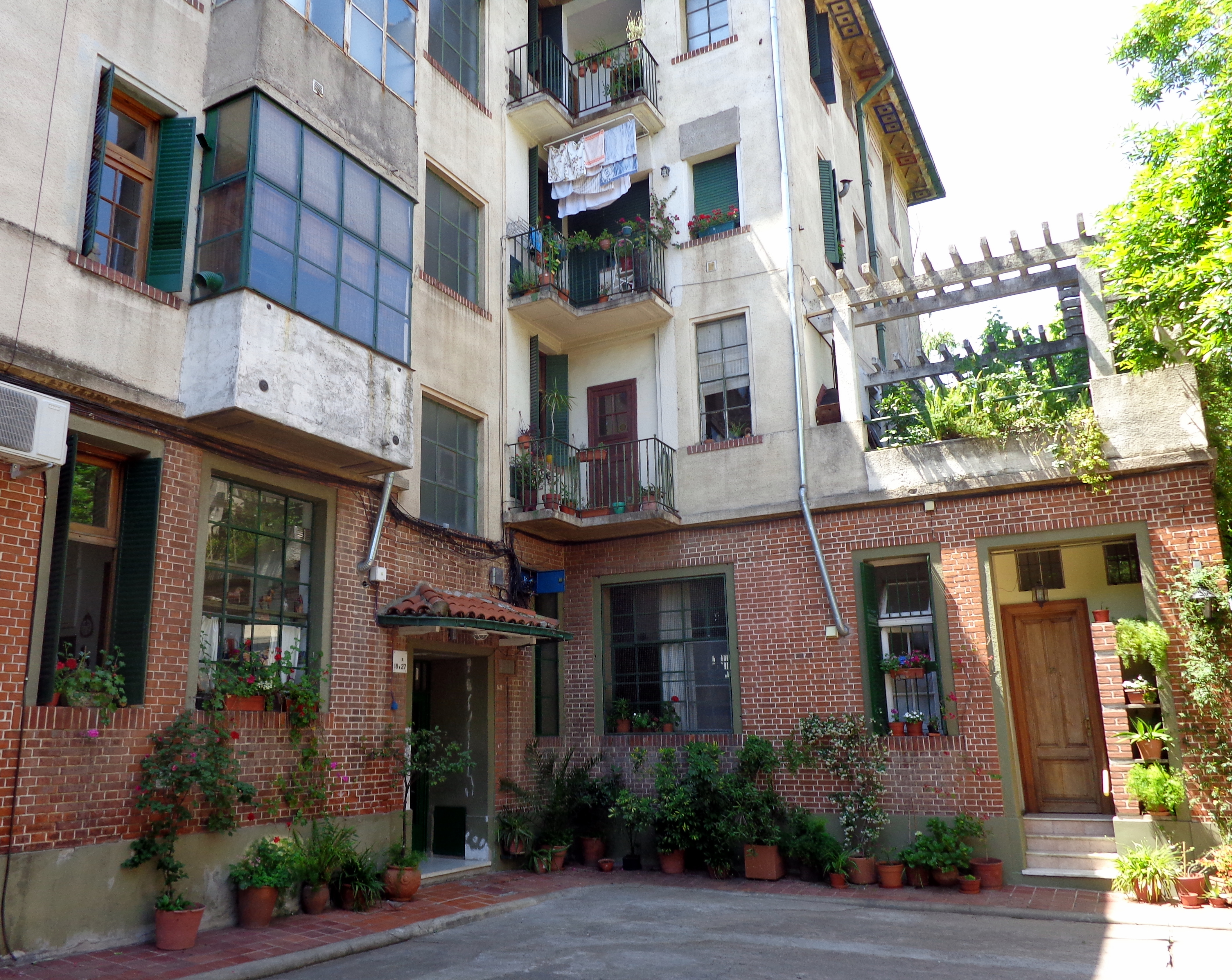
Algunas viviendas.

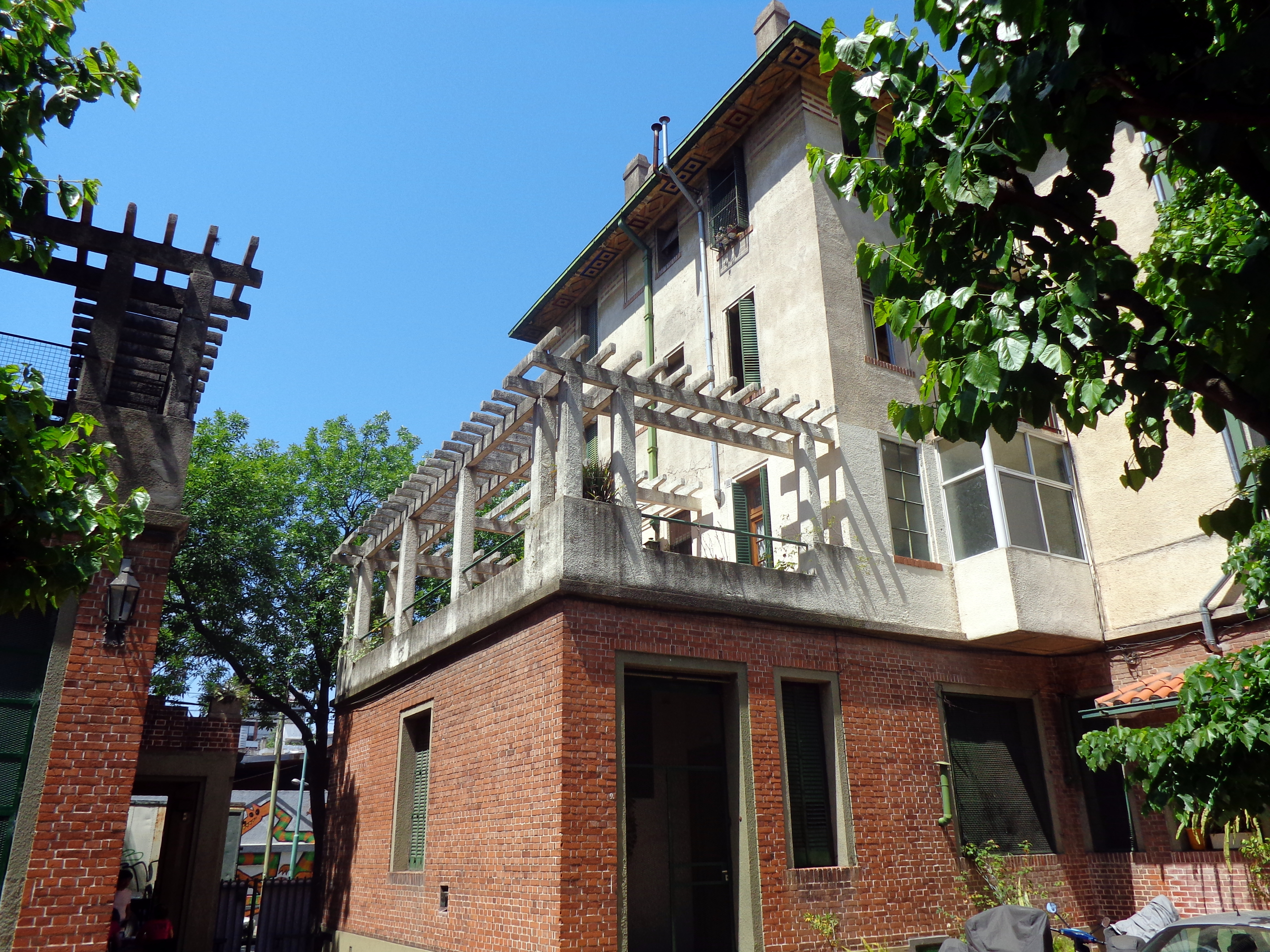
Pérgola en la terraza.

Si bien algunas viviendas se fueron modificando con el paso del tiempo, originalmente, y en su mayoría, las características técnicas de las mismas y del entorno son las siguientes:
Superficies
del terreno: 13.188 m²; construida en planta: 5.880 m²; total construida: 23.100 m².
Tipo de viviendaOriginalmente eran 63 con dos dormitorios, 40 con tres dormitorios y 27 con cuatro o más. Pero luego los locales de planta baja también se convirtieron en viviendas de diverso tipo.
Tipología ediliciaTE1: Ocho edificios perpendiculares a basamento perimetral sin ascensor.
TE2: Cuatro edificios en esquina sobre basamento perimetral sin ascensor.
EstructuraFundación de mampostería, Muro portante de ladrillo cerámico común y losa cerámica nervurada.
FachadasEn basamento continuo perimetral, sobre línea municipal terminación con ladrillo visto y junta enrasada; zócalo con revoque reforzado. En el desarrollo, revoque texturado y alféizar de mampostería vista. En el remate, friso de ladrillo visto. Pérgolas de elementos premoldeados sobre terrazas de primer piso. Agregado de ventilaciones para estufas.
Carpintería y proteccionesMarco y hoja de abrir con vidrio repartido y banderola superior de madera pintada. En balcones, baranda de hierros verticales pintados. Agregado de toldos,
TechosTecho con pendiente de loseta cerámica nervurada con entrepiso y cubierta de teja colonial con estructura de madera pintada, Desagüe exterior hasta el basamento. Tanque de agua en el entretecho. En primer piso, terraza transitable. Incorporación de maceteros con enredaderas en las terrazas. Cierre de balcones con carpintería de aluminio, colocación de toldos.
Acceso planta bajaAcceso al núcleo circulatorio de cada edificio a través de patios interiores abiertos, elevado del nivel de la vereda. Originalmente locales en el basamento. Alero de protección. Incorporación de rejas de hierro de cierre en cada acceso sobre línea municipal. Colocación de portero eléctrico.
Caja de escaleraInterior, con iluminación y ventilación natural. Anterior a la Reglamentación sobre Medios de salida.
Espacios exteriores; Interiores al conjunto, conformando tres patios con equipamientopérgolas de elementos prefabricados, bancos tendederos, deportes y una fuente central. Espacios parquizados con árboles y arbustos. Veredas y patios interiores de baldosas de gres cerámico.